# Diga di Karakaya
La diga di Karakaya è una delle 21 dighe del Progetto dell'Anatolia Sud-Orientale in Turchia: essa è costruita sul fiume Eufrate ed è stata completata nel 1987. La diga genera energia idroelettrica con sei unità da 300 MW, per una capacità installata complessiva di 1.800 MW.

## Conflitto con Iraq e Siria
Il fiume Eufrate è un'importante fonte d'acqua sia per la Siria che per l'Iraq, ed entrambi i paesi hanno espresso preoccupazione per il progetto di costruzione della diga di Karakaya. Un trattato garantiva un flusso d'acqua minimo di 500 m³ attraverso la diga.

## Reinsediamento involontario
Secondo Terminski (2013), la costruzione della diga di Karakaya ha comportato un reinsediamento involontario di circa 30.000 persone.